# Astephanus triflorus
Astephanus triflorus là một loài thực vật có hoa trong họ La bố ma. Loài này được (L.f.) R.Br. mô tả khoa học đầu tiên năm 1809.